# Macheenhet
Macheenhet är en gammal måttenhet för att mäta radioaktivitet från i synnerhet radon i dricksvatten. 1 macheenhet motsvarar cirka 13.5 bequerel per liter vatten.